# آویل (ویرجینیای غربی)
آویل (به انگلیسی: Auvil) یک منطقهٔ مسکونی در ایالات متحده آمریکا است که در شهرستان توکر، ویرجینیای غربی واقع شده‌است.